# Nagrada hrvatskog glumišta za umjetničko ostvarenje u plesu – ženska uloga
Popis dobitnika Nagrade hrvatskog glumišta u kategoriji umjetničkog ostvarenja u plesu - ženska uloga. Nagrada se dodjeljuje svake dvije godine. 
2003./2004. Zrinka Lukčec

2005./2006. Larisa Lipovac

2009./2010. Roberta Milevoj

2011./2012. Petra Hrašćanec

2013./2014. Aleksandra Mišić

2015./2016. Petra Chelfi

2017./2018. Sonja Pregrad

2019./2020. Ana Vnučec

2021./2022. Petra Valentić

2023./2024. Alexandra Madsen